# Чжан Цзісін
Чжан Цзісін (張子信, VI ст. ) — китайський вчений-енциклопедіст, астроном, лікар періоду Північних та Південних царств.

## Життєпис
Про місце й дату народження немає точних відомостей. Народився за династії Північна Вей. За молоду уславився як лікар. Через повстання, піднятого у 526 році сяньбійським військовим губернатором воєводою Ге Жуном, усамітнився на морському острові і понад 30 років проводив астрономічні спостереження, переживши династії Східна та Західна Вей. Повернувся до людей лише за династії Північна Ці.

## Наукова діяльність
Виявив нерівномірність видимого руху планет і Сонця по екліптиці й визначив, що у нього найбільш повільний рух під час літнього сонцестояння, а найбільш швидкий — під час зимового. У моменти весняного і осіннього рівнодень воно рухається з середньою швидкістю. Це значною мірою узгоджувалося з фактами, оскільки тоді зимове сонцестояння було тільки на 10° позаду перигея екліптики.
Чжан Цзісін удосконалив теорію сонячних і місячних затемнень, з'ясувавши, що виникнення сонячного затемнення залежить від положення Місяця в молодику з півдня чи з півночі від екліптики, а місячне затемнення — від її перетину з екліптикою в повний Місяць.